# Ermita de Sant Antoni Abat (Llucena)
L'Ermita de Sant Antoni Abat és a la sortida de la població de Llucena (Alcalatén, País Valencià) direcció a Castell de Villamalefa. La construcció d'aquest edifici data de 1785 i va ser aixecat en el solar d'un altre ermitori més antic, perquè es coneix l'existència de la Confraria de Sant Antoni de la Pedrenyera des del S. XIII, gairebé immediatament després de la reconquesta de Jaume I. S'alça sobre una penya rocosa que domina el Barranc de la Pedrenyera. És una capella de forma poligonal rematada per airosa cúpula de teules vidriades de color blau cobalt, a la qual s'accedeix per un bonic atri d'arcs de mig punt rebaixats. El seu interior és senzill com correspon al Sant asceta que el presideix. Al costat de l'ermita, formant un angle obtús que tanca l'Oest de la placeta que formen ambdues construccions, es troba un edifici, sense grans pretensions arquitectòniques, que va ser hospital de sang en la Primera Guerra Carlista.